# Edge of the City
 Edge of the City és una pel·lícula estatunidenca dirigida per Martin Ritt, estrenada el 1957.

## Argument[1]
Al Nova York dels anys 1950, Axel, un personatge misteriós, és contractat com a descarregador. El seu patró, Charlie Malik, un personatge horrible, que extreu un delme del salari dels seus empleats, l'agafa en el seu equip. Axel coneix Tommy, un negre molt simpàtic, casat i pare d'un nen. A poc a poc, es fan molt amics. Axel lloga una cambra al mateix barri que Tommy i tornen tots els vespres del treball junts al cotxe de Tommy. Axel desitja canviar d'equip per treballar amb Tommy, però Charlie és racista li ho prohibeix. Tanmateix un dia, Axel s'arma de valor i canvia d'equip, cosa que Charlie no suporta. Axel coneix una noia i la seva amistat es transformarà aviat en amor.
Un dia, Charlie diu a Axel que ell coneix el seu passat, cosa que posa Axel molt ansiós. Tommy vol saber el que passa però, Axel es nega a parlar-li'n. Després de molta insistència, li explica que ha desertat de l'exèrcit i que s'arrisca a 20 anys de presó.
Més tard, Axel i Tommy discuteixen amb Charlie, es barallen i Charlie mata Tommy. Com venjarà Axel el seu amic?

## Repartiment
- John Cassavetes:  Axel Nordmann
- Sidney Poitier:  Tommy Tyler
- Jack Warden:  Charles Malik
- Kathleen Maguire:  Ellen Wilson
- Ruby Dee:  Lucy Tyler
- Val Avery:  Brother
- Robert F. Simon:  George Nordmann, el pare d'Axel
- Ruth White:  Sra. Nordmann, la mare d'Axel
- William A. Lee:  Davis
- John Kellogg:  Detectiu
- David Clarke:  Wallace
- Roy Glenn (no surt als crèdits): Stevedore

## Premis i nominacions
Nominacions
- 1958: BAFTA a la millor pel·lícula
- 1958: BAFTA al millor actor per Sidney Poitier